# الموتى السائرون: الموسم الأخير
الموتى السائرون: الموسم الأخير (بالإنجليزية: The Walking Dead: The Final Season)‏ هي لعبة فيديو من نوع مغامرة رسومية، وتتكون من 4 حلقات، حيث ستصدر الحلقة الأولى بتاريخ 16 أغسطس 2018، وستتم الإصدار بقية الحلقات في وقت لاحق، هذه اللعبة من تطوير ونشر شركة تلتيل جيمز الأمريكية، وستعمل على منصات نينتندو سويتش، إكس بوكس ون، بلاي ستيشن 4 ومايكروسوفت ويندوز.

## الموقع الخارجي
- الموقع الرسمي
 (بالإنجليزية)